# Пшибельский, Анджей
Анджей Грегор Пшибельский (пол. Andrzej Grzegorz Przybielski; 9 августа 1944, Быдгощ, Куявско-Поморское воеводство — 9 февраля 2011, Быдгощ), был польским джазовым трубачом, играющим в направлениях джаз авангард и фри-джаз.

## Карьера
Выпускник Технического вуза Быдгощ, Анджей Пшибельский дебютировал в традиционном джазе и играл с Bogdan Ciesielski и Jacek Bednarek в группе под названием «Традиционная группа Jazz». До середины 60-х годов он играл на корнете и трубе в стилях блюз и Дикси, имея в качестве моделей Диззи Гиллеспи и Майлз Дэвис.
В 1968 году вместе с «Гданьским Трио» Анджей Пшибельский выиграл Jazz nad Odrą (Джаз на Одере). В 1969, вместе с «Организацией современной музыки» он принял участие в фестивале Jazz Jamboree.
Он сочинял произведения для Национального театра Варшавы, театра Performer в Замосце и театра Witkacy в Закопане. Он сотрудничал с такими музыкантами, как: Helmut Nadolski, Jacek Bednarek, Andrzej Kurylewicz, Czesław Niemen, Tomasz Stańko, Stanisław Sojka, Adam Hanuszkiewicz, Wanda Warska, братьями Marcin Oleś и Bartłomiej Oleś, Ryszard Tymon Tymański, Wojciech Konikewicz и Józef Skrzek. Он был также ко-лидером и соавтором таких групп, как Sesja, Big Band Free Cooperation и Acoustic Action.
В начале 1990-х, Анджей Пшибельский основал собственную группу в своем родном городе Быдгощ и назвал её Asocjacja Andrzeja Przybielskiego (Ассоциация Анджей Пшибельски). Членами группы стали следующие музыканты: Karol Szymanowski (виброфон), Andrzej Kujawa (бас-гитара), Józef Eljasz (ударные). Год спустя он собрал ещё одну группу с Grzegorz Nadolny на бас-гитаре и Grzegorz Daroń на ударных. Ассоциация стала главным творческим проектом музыканта и оставалось активной до конца его жизни, выступая на множестве концертов в Польше и других странах Европы.

Также Анджей Пшибельский обогатил направление Yass. Его игру можно было слышать в клубе Mózg (мозг) в Быдгоще, в частности на одной сцене с группами Sing Sing Penelope и NRD.
Анджей Пшибельский умер 9 февраля 2011 года. Он был похоронен на городском кладбище Быдгоща 15 февраля 2011 года.
9 февраля 2012, в день первой годовщины смерти артиста, Zdzisław Pająk опубликовал биографию «Maluj muzykę, bracie. Andrzej Przybielski 1944—2011» (Рисуй музыку, брат. Анджей Пшибельский 1944—2011).

## Дискография
- Jazz Jamboree 1969 — Andrzej Przybielski Quartet Żeberówka (1969, композиция No 2)
- Jazz Jamboree 1970 — Andrzej Kurylewicz Contemporary Music Formation & Wanda Warska (1970, композиции с No 3 по 6)
- Czeslaw Niemen — Niemen vol. 2 Marionetki (Марионетки) (1973)
- SBB — Sikorki (Гаички) (1973—1975)
- SBB — Wicher w polu dmie (Крики в полдень) (1973—1975)
- Niobe — телевизионное шоу (1975)
- Andrzej Przybielski / Aleksander Korecki — 'Lykantropia' animacja Piotra Dumały (1981)
- Księga Hioba — teatr muzyczny — Przybielski / Mitan / Kurtis / Litwiński / Trzciński / Wegehaupt / Zgraja (1981)
- Stanisław Sojka — Sojka Sings Ellington (1982)
- Andrzej Przybielski — W sferze dotyku (В сфере прикосновения) (1984)
- Biezan/Dziubak/Mitan/Nadolski/Przybielski — Klub Muzyki Nowej Remont (Музыкальный клуб Нового Ремонта) (1984)
- Przedstawienie Hamleta we wsi Głucha Dolna — телевизионное шоу (1985)
- Free Cooperation — Taniec Słoni (Танец слонов) (1985)
- Green Revolution — музыка к фильму Na całość (1986)
- Free Cooperation — In the Higher School (1986)
- Tomasz Stańko — Peyotl Witkacy (1988)
- Stanisław Sojka — Radioaktywny (Радиоактивный) (1989)
- Free Cooperation — Our Master’s Voice (1989)
- Variété — Variété (1993)
- Stół Pański — Gadające drzewo (Разговорчивое дерево) (1997)
- Mazzol — Muzyka dla supersamów
- Mazzoll, Kazik i Arythmic Perfection — Rozmowy s catem (1997)
- Maestro Trytony — Enoptronia (1997)
- Tribute to Miles Orchestra — Live — Akwarium, Warszawa (1998)
- Stanisław Sojka & Andrzej Przybielski — Sztuka błądzenia (Блуждающее искусство) (1999—2000)
- Custom Trio — Free Bop (2000)
- The Ślub — Pierwsza (Первый) (2000)
- Custom Trio (Andrzej Przybielski/Marcin Oleś/Brat Oleś/Janusz Smyk) — Live (2001)
- Andy Lumpp Trio & Andrzej Przybielski — Music From Planet Earth (2000)
- Tymon Tymański & The Waiters — Theatricon Plixx (2001)
- KaPeLa Trio & Andrzej Przybielski — Barwy przestrzeni (Цвета пространства) (2002) — не издано
- The Ślub — Druga (Второй) (2002) — не издано
- Orkiestra Świętokrzyska (Оркестр Святого Креста) — Wykłady z Geometrii Muzyki (Лекции о геометрии музыки) (2003)
- Andy Lumpp Trio & Andrzej Przybielski — Musica Ex Spiritu Sancto (2003)
- Konikiewicz/Przybielski — Antyjubileusz (Антиюбилей) (2003) — не издано
- United Power of Fortalicje — Live — Teatr Performer, Zamość (2003) — не издано
- Transtechnologic Orchestra (Przybielski, Konikiewicz) 2CD — Live — Teatr Mały, Warszawa (2003) — не издано
- Andrzej Przybielski/Marcin Oleś/Brat Oleś — музыка для театрального телевизионного шоу Pasożyt (Паразит) (2003)
- Andrzej Przybielski/Marcin Oleś/Brat Oleś — Abstract (2005)
- Asocjacja Andrzeja Przybielskiego (Andrzej Przybielski Association, with Andrzej Przybielski (труба), Yura Ovsiannikow (саксофон), Grzegorz Nadolny (бас-гитара) and Grzegorz Daroń (ударные)) — Sesja Open (2005) — издана 16 августа 2011 года городским культурным центром Быгдошча для концерта, посвященного Анджею Пшибельски.
- Green Grass — Blues dla Majki (Блюз для Майка) (2007)
- The Ślub — Trzeciak (Третий) (2010) — не издано
- Sing Sing Penelope et Andrzej Przybielski — Stirli People (2010)
- Question Mark — Laboratory (2010)
- Andrzej Przybielski/Marcin Oleś/Brat Oleś — De Profundis (2011)

## Признание
14 февраля 2011 года Анджею Пшибельскому посмертно было присвоено звание Рыцарь Креста Ордена Возрождения Польши.

## библиография
- Pruss, Zdzisław, Weber, Alicja и Kuczma, Rajmund. Bydgoski leksykon muzyczny (страницы 474—475). Bydgoszcz: Kujawsko-Pomorskie Towarzystwo Kulturalne, 2004.
- Pająk, Zdzisław. Maluj muzykę, bracie. Andrzej Przybielski 1944—2011. Bydgoszcz: Miejski Ośrodek Kultury w Bydgoszczy, 2012. ISBN 978-83-910303-4-9.